# Hydrodynastes melanogigas
A Hydrodynastes melanogigas é uma serpente de quase 2 m de comprimento, semiaquática, tem veneno fraco e vive como sucuri, caçando peixes e anfíbios. Tem escamas negras e lustrosas. Foi descoberta por cientistas do Instituto Butantan em São Paulo, no cerrado brasileiro no estado do Tocantins.

## Características
H. melanogigas pode ser distinguido facilmente de outras serpentes de seu genêro por seu padrão melânico, mais outras diferenças notáveis incluem a falta da faixa pós-ocular presente em H. gigas e H. bicinctus, e suas duas fosseta apicais, uma característica compartilhada com H. gigas.

## Distribuição geográfica e habitat
Há poucas observações de H. melanogigas reportadas, mas todas foram dentro da bacia de Araguaia-Tocantins, no nordeste do Mato Grosso e por Tocantins. Estes dados também sugerem que, como as outras espécies de seu gênero, H. melanogigas trata-se de hábitos aquáticos.